# Broadway Tower
Broadway Tower – wieża będąca przykładem neogotyckiej architektury ogrodowej (folly) znajdująca się w Anglii, w pobliżu wsi Broadway, w hrabstwie Worcestershire w paśmie wzgórz Cotswolds na wysokości 312 metrów n.p.m. Budowla została zaprojektowana przez Jamesa Wyatta w 1794 i zbudowana w 1798.

## W kulturze
- Brodway Tower to ważne miejsce akcji odcinka The Tower of Lost Souls serialu Ojciec Brown.